# روبن گئورگیان
روبن پتیکی گئورگیان (ارمنی: Ռուբեն Պետիկի Գեւորգյան؛ زادهٔ ۱۸ ژوئن ۱۹۵۴) یک سیاستمدار اهل ارمنستان است که از تاریخ ۱۹۹۹ تا تاریخ ۲۰۰۳ سمت نمایندگی دوره دوم مجلس ملی جمهوری ارمنستان و بار دیگر از تاریخ ۲۰۰۹ تا تاریخ ۲۰۱۷ سمت نمایندگی دوره‌های چهارم و پنجم مجلس ملی جمهوری ارمنستان را برعهده داشت.

## زندگی‌نامه
در ۱۸ ژانویه یا ۱۸ ژوئن ۱۹۵۴ در ایروان به دنیا آمد و از دانشگاه پلی‌تکنیک ارمنستان فارغ‌التحصیل شد.  وی عضو اتحادیه نویسندگان ارمنستان می‌باشد.